# فرانكو مالقينيو
فرانكو مالقينيو (بالإسبانية: Franco Malagueño)‏ هو لاعب كرة قدم أرجنتيني في مركز الدفاع، ولد في 10 أكتوبر 1988 في قرطبة في الأرجنتين. لعب مع تاليريس كوردوبا.

## وصلات خارجية
- فرانكو مالقينيو على موقع قاعدة بيانات كرة القدم.إي يو (الإنجليزية)
- فرانكو مالقينيو على موقع Soccerway.com (الإنجليزية)